# Narcissus perangustus
Narcissus perangustus är en amaryllisväxtart som beskrevs av Francisco Javier Fernández Casas. Narcissus perangustus ingår i släktet narcisser, och familjen amaryllisväxter. Inga underarter finns listade i Catalogue of Life.